# غيرية الطفولة
غيرية الطفولة هي عبارة تستخدم للإشارة إلى الاختلافات الجوهرية بين العوالم التي يحيا فيها الأطفال وتلك التي يحيا فيها الكبار. ومن المقترح أن تظهر هذه الفروق من النتائج المعقدة للحالات المتباينة للكون البدني والعصبي والعاطفي والفعال والتجريبي بين الأطفال والكبار. ويكون ذلك مفيدًا لجغرافيات الأطفال، حيث أن ممارسات الأطفال وتجاربهم المتعلقة بمدينة، على سبيل المثال، ومساحاتها يمكن أن تكون مختلفة تمامًا عن تلك الخاصة بالكبار، ويكون من الصعب للغاية إعادة خلقها من خلال مشاعر الكبار (ويكون لذلك تداعيات واضحة على الأبحاث).
وتقترح المنهجية أن يكون الشخص البالغ (الباحثون) على حذر فيما يتعلق بمطالبهم المتعلقة بفهم العالم من منظور الأطفال. ولا نقول إنه لا توجد علاقات بين هذين العالمين، إلا أنهما يمكن أن يكونا في بعض الأوقات متصلين وقريبين للغاية من بعضهما البعض وفي أوقات أخرى يكونان متباعدين للغاية. وهذه الفكرة شائعة في بعض أنواع الآداب التي تهتم بالطفولة. وترتبط أفكار غيرية الطفولة ببعض الصلات بين الأطفال والمساحات غير المرتبة (تلك التي لا يقوم مجتمع الكبار بتنظيمها وإدارتها) مثل أماكن تجميع النفايات في بعض المدن. كما أنها تحتوي على تداعيات كذلك لمحاولة تذكر ما كان عليه الحال عندما كان الشخص طفلًا، كشكل من أشكال الأبحاث واستكشاف ماهية الطفولة. وهذه العملية، في أفضل حالاتها، تكون عملية معقدة للغاية ومتعددة الأوجه، ومرة أخرى، لا يمكن أن نفترض أنها توفر لنا إمكانية دخول سهلة إلى عالم الأطفال. وقد أثار هذا السؤال ردودًا هامة للغاية في جغرافيات الأطفال (انظر فيلو، 2003).